# Austrelmis condimentaria
Austrelmis condimentaria is een keversoort uit de familie beekkevers (Elmidae). De wetenschappelijke naam van de soort werd in 1864 gepubliceerd door Rodolfo Amando Philippi.